# Diderik van Leyden Gael
Diderik van Leyden Gael (Leiden, 29 augustus 1775 - aldaar, 24 september 1846) was een Nederlands bestuurder. Hij was lang actief in het Leidse stadsbestuur, en was de laatste ambachtsheer van Vlaardingen.

## Levensloop
Van Leyden Gael studeerde vanaf 1788 en 1790 tweemaal Romeins en hedendaags recht, maar maakte deze studie niet af. Op 9 november 1793 werd hij commissaris van huwelijkse zaken.
In de Franse tijd stond Van Leyden Gael bekend als een aanhanger van de Oranjepartij, om welke reden hij in 1796 uit het Leidse stadsbestuur verwijderd werd. Zowel hij als zijn vader (oud-burgemeester), en andere oud-regenten werden voor enkele dagen op het stadhuis gevangen gehouden wegens oneerlijkheid met de stadskas. Vrijlating volgde eerst nadat een hoge waarborgsom was gestort, die eerst na langdurig protest werd teruggegeven toen de onhoudbaarheid van de beschuldiging afdoende was gebleken. In 1803, toen de partijtwisten grotendeels geluwd waren, werd hij weer tot lid van de stedelijke raad benoemd. Na het Drieschoft Oranjeboven oproer in april 1813 verscheen de Franse prefect De Stassart in de stad, die het gehele bestuur ontsloeg. In de nieuwe stadsregering was Van Leyden Gael adjunct-maire, doch weldra bedankte hij daarvoor. In latere jaren was hij herhaaldelijk lid van de gemeenteraad.
Van Leyden Gael was lange jaren lid van het gemeentebestuur van Leiden en herhaaldelijk burgemeester. Zijn vrouw was regentes van het Leids Weeshuis van 1819 - 1843. Hij was zeer vermogend, en besteedde veel van zijn geld aan liefdadigheid. Hij liet zich vooral in met de financiën van de stad en de armenzorg, en bekleedde tal van functies op maatschappelijk terrein. Zo was hij een van de oprichters van de Leidsche Maatschappij van Weldadigheid. Ook was hij regent van een viertal hofjes: de Meermansburg, het Jan Pesijnhof, het Brouchovenhof en het Sint Anna Aalmoeshuis. Vanaf 1805 was Van Leyden Gael lid van de Maatschappij der Nederlandse Letterkunde, die hij in 1841 (anoniem) een grote verzameling Nederlandse toneelstukken schonk. Dat hij de schenker was werd pas na zijn dood onthuld.
Na het overlijden van Pierre du Pui, die van 1808 tot zijn dood in 1838 gemeentesecretaris van Leiden was geweest,
kwam aan het licht dat hij in de loop der jaren 150.000 gulden had verduisterd uit de gemeentekas - met hulp van twee secretarieklerken en zonder tegenwerking van de gemeenteontvanger, die er niets van gemerkt heeft. Een astronomisch bedrag in die dagen; het was ongeveer de helft van de gemeentelijke jaarbegroting. De schade en schande voor de stad was groot. Diverse betrokkenen moesten in de buidel tasten om het gat te dichten. Er kwam een anonieme gift binnen van 100.000 gulden, die eerst algemeen aan koning Willem I werd toegeschreven, maar achteraf afkomstig bleek van Diderik van Leyden Gael.
Van Leyden Gael was daarnaast van 1821 tot 1841 commissaris van de Leidsche Spaarbank. Op 1 juni 1841 werd hij benoemd tot ridder in de Orde van de Nederlandse Leeuw.

## Persoonlijk
Van Leyden Gael was de vierde zoon van de Leidse burgemeester Johan Gael en gravin Françoise Johanna van Leyden, maar was het enige kind die hen overleefde. Hij werd vernoemd naar zijn oom van moederskant, Diderik van Leyden, die heer was van Vlaardingen, Vlaardinger-Ambacht en Babberpolder. Hij kreeg zowel diens voor- als achternaam mee, in de hoop dat het geslacht Van Leyden niet zou uitsterven.
Van Leyden Gael erfde in 1810 de heerlijkheden van zijn oom. In 1829 verkocht hij ze voor f. 100.000 aan de gemeente Vlaardingen. Hij verkreeg via zijn moeder het buitenhuis Abspoel, waar hij 's zomers woonde. Op 24 februari 1819 trouwde hij met Johanna van der Hoop. Zij was de dochter van VOC-bewindhebber Adriaan Salomon van der Hoop en Maria Anna Cock. Het huwelijk bleef kinderloos.

## Nevenfuncties op kerkelijk en weldadig gebied
- lidmaat Leidsche Waalsche Gemeente, kerstmis 1793 .
- commissaris van Huwelijkse Zaken 1793.
- diaken van de Waalsche Gemeente 1803-1806.
- regent van het Waalsche Wees- en oude Mannen- en Vrouwenhuis 1803-1806.
- weesmeester 1809, 1810 en 1816.
- ouderling 1816.
- lid van de Commissie tot den Eeredienst bij de Waalsche Gemeente van 1820-1831 en 1834-1840.
- commissaris spaarbank 1821- 1841.
- regent van het Invalidenhuis, St. Anna Aalmoeshof 1823-1846, Brouchoven Hof 1820-1846, Jan Pesijn's Hof 1820-1846, en Meermanshof 1820-1845.
- lid van het taal en dichtlievend genootschap Kunst wordt door Arbeid Verkreegen.
- 54 jaar lid van het leesgezelschap Miscens Utile Dulci.
- Lid van Maatschappij der Nederlandse Letterkunde, MSG, Maatschappij van Weldadigheid en het schilder- en tekengenootschap Ars Aemula Naturae.

- Biografisch Portaal: 11389091
- Digitale Bibliotheek voor de Nederlandse Letteren: leyd006
- Gemeinsame Normdatei: 1164046594
- Parlement.com: vg09llri9uzr
- Virtual International Authority File: 9477153411815041700005